# Rozejm w Żurawnie
Rozejm w Żurawnie – rozejm zawarty 17 października 1676 roku w Żurawnie pomiędzy Rzecząpospolitą a Imperium Osmańskim, dzięki któremu Korona odzyskała część utraconych ziem Podola i Ukrainy (bez Kamieńca Podolskiego); była to mniej więcej jedna trzecia stanu sprzed 1672 roku.
Postanowienia rozejmu:
- rezygnacja Turcji z pobierania corocznego haraczu w wysokości 22 000 złotych, ustalonego w pokoju buczackim w 1672 roku, nieratyfikowanym przez Sejm
- Część Naddnieprza z Białą Cerkwią i Pawołoczą powracała formalnie do Rzeczypospolitej. Bar, Kalnik, Międzybóż i Niemirów na Podolu pozostały do czerwca 1678 de facto w rękach polskich[1][2].
- Tatarzy litewscy (Lipkowie) mieli wrócić pod panowanie tureckie, w wyniku tego postanowienia osiedli w pobliżu Kamieńca Podolskiego, posiłkując załogę turecką przeciw Polsce[3].

Układ rozejmowy był następstwem zwycięstwa hetmana koronnego Jana Sobieskiego pod Chocimiem i pod Żurawnem (wojna polsko-turecka 1672–1676), które nie zostało w pełni wykorzystane, m.in. na skutek bierności wojsk moskiewskich w wojnie przeciwko Turcji.
Zakończenie wojny tureckiej na zasadach zaproponowanych pod Żurawnem zostało zaakceptowane przez posłów podczas sejmu nadzwyczajnego obradującego w Warszawie od 14 stycznia do 27 kwietnia 1677 roku.
W celu negocjacji mających doprowadzić do zawarcia traktatu pokojowego między Rzecząpospolitą a Turcją do Stambułu udało się poselstwo na czele z wojewodą chełmińskim Janem Krzysztofem Gnińskim, które przebywało tam w latach 1677–1678. Negocjacje ostatecznie zakończyły się fiaskiem, wobec odmowy strony tureckiej przywrócenia granicy przedwojennej i zwrotu Rzeczypospolitej Kamieńca.
Po zawarciu sojuszu z Austrią w 1683 roku rozejm został zerwany. Rozpoczęta w 1683 druga faza wojny polsko-tureckiej, toczonej od 1684 w koalicji Ligi Świętej zakończyła się w 1699 pokojem karłowickim, który formalnie przywrócił granicę polsko-turecką z 1672 roku.